# Bicentennial Nigger
Bicentennial Nigger es el sexto álbum del comediante estadounidense Richard Pryor. David Banks produjo el álbum, mientras que Warner Bros. Records lanzó el álbum en una cinta de casete en septiembre de 1976. A menudo se considera una de sus grabaciones más influyentes. La versión en CD del álbum fue lanzada el 20 de junio de 1989. Ganó el Premio Grammy 1977 al Mejor Álbum de Comedia .
El álbum fue grabado en julio de 1976 en el Roxy Theatre de West Hollywood, con la excepción de la canción principal, grabada en The Comedy Store en Hollywood en febrero de 1976, grabación de Wally Heider Recording, por el ingeniero Biff Dawes.

## Listado de pistas
1. "Hillbilly" - 2:15
2. "Black and White Women" - 4:06
3. "Our Gang" - 2:48
4. "Bicentennial Prayer" - 6:42
5. "Black Hollywood" - 5:25
6. "Mudbone Goes to Hollywood" - 10:11
7. "Chinese Restaurant" - 1:18
8. "Acid" - 4:55
9. "Bicentennial Nigger" - 2:25

- En los lanzamientos de casetes, "Acid" se movió al lado uno, después de "Bicentennial Prayer", para que el contenido sea más uniforme en cada lado de la cinta.